# Suriname Nieuws
Suriname Nieuws is een Surinaamse nieuwswebsite. De site verzamelt nieuws van de bekendste Surinaamse media, zoals De Ware Tijd, Dagblad Suriname, Suriname Herald en Starnieuws.
Het nieuws wordt automatisch gedurende de dag ververst. Er verschijnen samenvattingen met daarbij een directe link naar de bron van het bericht. De website is zowel op de desktop, tablet als mobiel correct leesbaar. De website opereert onafhankelijk van andere partijen, waardoor nieuwsberichten van allerlei bronnen kunnen worden gepubliceerd, ongeacht de sociale of politieke achtergrond.